# Fissidens geijskesii
Fissidens geijskesii är en bladmossart som beskrevs av Florschütz 1964. Fissidens geijskesii ingår i släktet fickmossor, och familjen Fissidentaceae. Inga underarter finns listade i Catalogue of Life.